# Malattia da reflusso gastroesofageo
La malattia da reflusso gastroesofageo, sigla MRGE (in inglese GERD, gastroesophageal reflux disease o GORD, gastro-oesophageal reflux disease), è una malattia di interesse gastroenterologico, causata da complicanze patologiche del reflusso gastroesofageo: si parla di "malattia" (MRGE) quando il reflusso causa sintomi (pirosi, rigurgito) o quando, con la gastroscopia, si evidenziano lesioni infiammatorie  a carico dell'esofago (esofagite), o ulcere, o trasformazione metaplastica della mucosa (esofago di Barrett).
La malattia presenta tendenza alle recidive.
In Europa la malattia è frequente nel 20% della popolazione, mentre nei Paesi asiatici è più contenuta.

## Eziologia
La malattia da reflusso gastroesofageo è spesso causata dal reflusso nell'esofago del contenuto dello stomaco e dei gas prodotti a livello intestinale che generano un reflusso duodeno-gastroesofageo.
L'acido cloridrico e la bile che vengono a contatto in questo modo con la mucosa dell'esofago ne provocano l'infiammazione (esofagite) con possibile insorgenza di sintomi caratteristici, come la pirosi. Anche se occasionali piccoli reflussi sono considerati fisiologici, in alcuni casi la frequenza e l'intensità dei reflussi può assumere valenza patologica. Col tempo l'infiammazione può evolvere in danni al tessuto dell'esofago, sotto forma di erosioni e piccole ulcere.
Altre cause del reflusso sono una diminuzione del tono del cardias (lo sfintere esofageo inferiore - SEI/LES), cioè la valvola che separa l'esofago dallo stomaco, in seguito all'assunzione di sostanze diverse, come cibi grassi, nicotina, caffeina, agrumi, alcolici ed anche alcuni tipi di farmaci; in casi più rari è dovuta al prolungato ristagno del bolo nello stomaco (si può ipotizzare una stenosi o pseudo-occlusione ileare o del tenue), per via di discinesie (disturbi motori) che rallentano il normale svuotamento dello stesso; altre volte la causa è da ricercare nell'assunzione di pasti troppo abbondanti; infine sono predisponenti tutte quelle condizioni che determinano un aumento della pressione gastrica, come l'obesità e la gravidanza.
Per quanto sia stata lungamente studiata una possibile associazione tra l'infezione da Helicobacter pylori e la MRGE, essa non è mai stata accertata da studi epidemiologici, né è stato individuato un possibile meccanismo patogenetico con il quale il batterio provocherebbe la malattia. In taluni casi, addirittura, si è notata un'incidenza negativa legata all'eradicazione dell'H. pylori e l'eradicazione stessa parrebbe risultare inefficace per la prevenzione delle recidive.

## Sintomatologia
I sintomi associati al reflusso si distinguono in esofagei ed extraesofagei. Non sempre la presenza dei sintomi è associata ad evidenza di esofagite mediante esami endoscopici e pH-metria. Tuttavia è proprio grazie a quest'ultimo esame che si è potuto associare alla MRGE anche sintomi extraesofagei.
Alcuni di questi sintomi sono comuni anche a infezioni intestinali o a parassitosi.

### Sintomi esofagei
I sintomi esofagei si suddividono in tipici e atipici. Fra i primi, sono particolarmente frequenti la pirosi (sensazione di bruciore retrosternale, talora irradiata al collo oppure posteriormente, tra le scapole) e il rigurgito (risalita non forzata del contenuto gastrico fino al cavo orale). Tra i sintomi atipici, si ricordano la disfagia (sensazione di difficoltà nella deglutizione, spesso legata ad alterazioni motorie correlate al reflusso), l'odinofagia (dolore legato alla deglutizione) ed il dolore toracico simil-anginoso (dolore retrosternale irradiato al mento, alla mandibola, alle braccia e tra scapole), che può indurre erroneamente a sospettare un infarto del miocardio.

### Sintomi extraesofagei
- Bronco-polmonari: tosse stizzosa o cronica, difficoltà respiratoria o asma, polmonite ab ingestis, ipersecrezione catarrale (aumentata produzione di muco, visibile sul piano glottico), emoftoe, apnee notturne, bronchiectasia
- Oro-faringei: faringite (con o senza mal di gola), scialorrea, disfonia, raucedine, sensazione di nodo in gola (bolo faringeo), alitosi, prolasso dei tessuti molli (velopendulo), patina bianca sulla tonsilla linguare e raclage (sensazione di dover raschiare continuamente la gola per una forte presenza di muco che in realtà si rivela essere scarso e di difficile estrazione), vellicchio faringeo, disfagia orofaringea, rinite e peggioramento di sinusite.
- Laringei: laringite cronica, laringite posteriore, ulcere e granulomi delle corde vocali

## Diagnosi
La diagnosi di reflusso gastroesofageo patologico si effettua con la ph-impedenziometria o ph-metria esofagea delle 24 ore che consente di differenziare i reflussi fisiologici da quelli patologici. In alcuni casi, anche reflussi "fisiologici" possono provocare sintomi ("esofago irritabile o ipersensibile").
Per una diagnosi più coerente e certificabile soprattutto in casi di reflusso atipico, alcuni centri mettono a disposizione la Ph-metria con impedenziometria multicanale intraluminale, che permette di valutare se il refluito giunge fino in gola, in che entità ed in quale forma (liquido, gassoso o biliare).
Nel caso in cui si rilevino solo reflussi gastro-esofagei (solitamente si verificano entro i 120 minuti dal pasto), la manometria gastro-esofagea può definire la tonia del cardias.
Altri modi di indagine comprendono i test provocativi, il test di Bernstein, esami di radiologia, scintigrafia, istologia, endoscopia e manometria.
È utile inoltre ricercare la presenza dell'Helicobacter pylori a livello gastrico, per stabilire la condotta terapeutica più adeguata.

## Classificazione clinica
Per valutare il danno subìto dalla mucosa esofagea è fondamentale la gastroscopia, soprattutto nei pazienti con sintomi atipici o con "segni di allarme" (disfagia, mancata risposta alla terapia con antisecretori), anche per escludere altre patologie soprattutto neoplastiche (tramite esecuzione di biopsia). In caso sia riscontrata assenza di lesioni, la malattia è denominata "NERD" (Non Erosive Reflux Disease, Malattia del Reflusso Non Erosiva). La NERD non è considerata patologia a sé, anche se rappresenta la forma più frequentemente riscontrata di MRGE.

### Classificazione di Savary e Miller
Secondo la classificazione di Savary e Miller, la cui prima pubblicazione è del 1977, si distinguono 6 gradi di lesioni endoscopiche:
- Grado 0: mucosa normale.
- Grado I: presenza di erosioni di forma ovalare o lineare non confluenti, singole o multiple, su una plica longitudinale.
- Grado II: erosioni situate su più pliche longitudinali, ma non circonferenziali.
- Grado III: erosioni confluenti ad estensione circonferenziale.
- Grado IV e V: presenza di complicanze come stenosi, ulcere o esofago di Barrett.

### Classificazione di Los Angeles
Nel 1996 fu sviluppato il sistema detto della "classificazione di Los Angeles", che ha 4 gradi, da A a D, di rilevamento dell'estensione, numero e lunghezza delle lesioni delle mucose; questo sistema, a differenza dei precedenti, non indaga la profondità della lesione, ma si focalizza sulla rottura dell'integrità delle mucose classificandone qualsiasi forma. I gradi rispettivamente registrano:
- A: lesioni di lunghezza sino a 5 mm
- B: lesioni di lunghezza superiore ai 5 mm
- C: lesioni di estensione sino al 75% della circonferenza esofagea
- D: lesioni di estensione maggiore del 75% della circonferenza esofagea

### Altre classificazioni
Un altro sistema di classificazione è lo Hetzel-Dent, pubblicato nel 1988, nel quale i gradi vanno da 0 a IV ed essenzialmente si stima l'estensione della parte lesa della mucosa.

## Trattamento
La terapia della MRGE è solitamente basata su alcune norme igienico-dietetiche di base
, e sull'assunzione (per periodi più o meno prolungati) di farmaci appartenenti alle classi degli inibitori di pompa protonica/IPP (che inibiscono notevolmente la produzione acida nello stomaco) e degli anti-H2 (in gran parte però soppiantati dai più moderni e potenti IPP); non è comprovata l'efficacia dei procinetici. Gli antiacidi e gli alginati sono usati al bisogno a fini di sollievo sintomatico.
Per quanto riguarda la terapia del reflusso in genere, si prescrive una combinazione tra modificazione della dieta e dello stile di vita . La chinesiterapia permette di rilassare la muscolatura e ridurre la pressione addominale, riducendo l'entità dei sintomi. Più in generale un approccio posturale al problema permette di agire sulle catene muscolari retratte e di rilassare il diaframma, che è direttamente collegato al cardias. Anche la cessazione del fumo e la riduzione nell'assunzione di alimenti acidi come il caffè contribuiscono a ridurre picchi di acidità gastrica.

## Complicanze
Nei casi più gravi, il danno epiteliale evolve verso una forma di metaplasia detta esofago di Barrett.
In ogni caso il paziente con frequenza e persistenza di sintomi di MRGE è ritenuto ad alto rischio di sviluppo dell'adenocarcinoma del tratto distale dell'esofago, in presenza o meno dell'esofago di Barrett.